# گنو آیس‌کت
گِنو آیس‌کَت (به انگلیسی: GNU IceCat) که در گذشته با اسم گِنو آیس‌ویزل (به انگلیسی: GNU IceWeasel) شناخته می‌شد نام یک مرورگر وب است. یک نرم‌افزار آزاد، که تغییر یافته‌ای از موزیلا فایرفاکس است و توسط پروژهٔ گنو منتشر می‌شود. این مرورگر وب متناسب با سیستم عامل‌های گنو/لینوکس و مک اواس ده (۱۰٫۴ و ۱۰٫۵) است. از مهم‌ترین تفاوت‌های این مرورگر با فایرفاکس موزیلا، وجود پلاگی‌ها و افزونه‌هایی است که تماماً نرم‌افزار آزاد بوده و افزونه‌های انحصاری جایی در فهرست مخازن آن ندارند.
پروژهٔ گنو، سعی در به‌روزرسانی آیس‌کت متناظر با آخرین انتشار فایرفاکس دارد.